# Exorista audax
Exorista audax là một loài ruồi trong họ Tachinidae.